# David Galán Galindo
David Galán Galindo (Ávila, 4 de agosto de 1982), es un director de cine y guionista de cine y televisión, así como escritor de libros, teatro y cómics. Autor de la novela Orígenes Secretos en la que se basa su ópera prima.

## Biografía
Nació en Ávila el 4 de agosto de 1982, David Galán Galindo se licenció en Publicidad y RR.PP. por la Universidad Complutense de Madrid. En 2005 estudió el Máster en Creatividad y Guiones de TV en la Universidad Rey Juan Carlos de Madrid. En 2006 comenzó sus primeros trabajos como guionista de televisión en programas como Sé lo que hicisteis… o posteriormente En el Aire de Andreu Buenafuente, del que fue coordinador de guion.
En teatro ha escrito el espectáculo Mucha Tontería de Berto Romero, ha sido script doctor, one liner y letrista de rap en la obra En su Cabeza era espectacular y guionista en Hecho a mano, ambas de Pantomima Full.

### Literatura
Ha participado en las antologías de relatos de muertos vivientes 'Zombies! volumen 2' y 'Las Mejores Historias de Zombies', ambas de Tyrannosaurus Books. También en la antología de relatos inspirados en H. P. Lovecraft 'Salvajes Años 20' de Apache Libros.
En 2016 publicó su primera novela, Orígenes secretos, en la editorial Stella Maris. Posteriormente, en 2020, fue editada una nueva edición por parte de Alianza Editorial, en su sello Runas, incluyendo un relato inédito titulado Astro Bus.
En abril de 2025 se publicó la novela Primera aparición, también con Alianza Editorial y su sello Runas. Se trata de la secuela de Orígenes Secretos.

### Cómic
En 2022 guionizó Sargento Resines, tebeo protagonizado por un súper soldado del futuro que por vericuetos del destino tiene el rostro de Antonio Resines. Dibujado por Salva Espín y con prólogo de Álex de la Iglesia.
En 2024 publicó Pro, un cómic de superhéroes editado por Panini. Dibujado por Manuel M. Vidal y coloreado por Déborah I Villahoz y Manuel, narra la investigación de una joven llamada Galilea Gil sobre un superhéroe que hubo en España hace 50 años, El Español de Pro. Pro obtuvo el Premio Mejor Cómic del Año en el XII Salón Internacional del Cómic y la Fantasía de Málaga, ImaginaMálaga 2024.

### Cine
Cortometrajista desde la universidad, tiene una treintena de cortos en su haber. Algunos de los más destacados son The King & The Worst (2009) una epopeya fantástica protagonizada por Jack Kirby y Ed Wood en la Segunda Guerra Mundial, Curvas,  protagonizada por Mariam Hernández, La Apuesta de Pascal (2012) terror fantástico, protagonizado por Carolina Bang y Terele Pávez, Push Up (2013) con Mariam Hernández y Julián López o Hostiable (2015) con Berto Romero y Mariam Hernández.
En 2012 ganó la Décima Edición de Notodofilmfest en la categoría "Una peli de José Luis Cuerda" con el cortometraje Rigor.
También ha participado con la dirección de cortometrajes en largometrajes colectivos como Al final todos mueren, estrenado en el Festival de Málaga 2013 y Pixel Theory de 2014.
En 2020 se estrenó como director de largometrajes en Orígenes Secretos, un thriller de superhéroes basado en su propia novela.Está protagonizada por Javier Rey, Verónica Echegui, Brays Efe, Antonio Resines y Ernesto Alterio, entre otros. La película fue nominada a tres Premios Goya en la XXXV edición en las categorías mejor guion adaptado, para Galán Galindo y Fernando Navarro; mejores efectos especiales para Lluís Rivera Jove y Helmuth Barnert; y mejor maquillaje y peluquería para Paula Cruz, Jesús Guerra y Nacho Díaz.También estuvo nominada a Mejor Película en los Premios Feroz.
En 2021 dirigió junto Esaú Dharma y Pablo Vara la cinta Gora Automatikoa, nominada a Mejor Película de Animación en la XXXVI edición de los Premios Goya.
En 2024 dirigió la comedia musical Matusalén, ambientada en la cultura hip hop, y protagonizada por Julián López, Miren Ibarguren, Antonio Resines, Raúl Cimas, Carlos Areces, María Barranco, entre otros.

## Premios y nominaciones
| Año  | Premio                                              | Categoría                       | Trabajo nominado            | Resultado        | Ref.     |        |
| ---- | --------------------------------------------------- | ------------------------------- | --------------------------- | ---------------- | -------- | ------ |
| 2021 | Premios Goya                                        | Mejor guion adaptado            | Orígenes Secretos           | Nominado         | [ 12 ]   |        |
| 2021 | Premios Feroz                                       | Mejor Comedia                   | Orígenes Secretos           | Nominado         | [ 18 ]   |        |
| 2021 | Medallas del Círculo de Escritores Cinematográficos | Director Revelación             | Orígenes Secretos           | Nominado         | [ 18 ]   |        |
| 2021 | Medallas del Círculo de Escritores Cinematográficos | Mejor largometraje de animación | Gora Automatikoa            | Nominado         | [ 19 ]   |        |
| 2021 | 2022                                                | Premios Goya                    | Mejor película de animación | Gora Automatikoa | Nominado | [ 15 ] |

Otros reconocimientos:
· Premio al Talento en el Villanueva Showing Festival 2021
· Premio Embajador Abulense en Los Galardones la Alcazaba 2021
· Premio "El Camino" en la VIII edición de los Premios Literarios La Sombra del Ciprés 2023
· Premio ImaginaMálaga 2024 por su aportación a la fantasía en el cine